# Meltham
Meltham è un paese di 8.600 abitanti della contea del West Yorkshire, in Inghilterra.